# Niña Pastori
María Rosa García García (San Fernando, 15 de enero de 1978), conocida artísticamente como Niña Pastori, es una cantaora de flamenco española y de etnia gitana, que ha vendido más de 2 millones de copias en sus 25 años de carrera.

## Biografía
Nació el 15 de enero de 1978 en la localidad gaditana de San Fernando. Es la menor de los cinco hijos de Pastora, una cantaora aficionada de la etnia gitana y José, un militar payo. Su nombre artístico es “Niña Pastori” porque entre sus hermanos era la única mujer y todos hablaban de ella como “la niña”, además era “la única hija de la Pastori” y cuando salía al escenario la gente decía “va a cantar la niña de la Pastori”.
Realizó sus primeros estudios en el Colegio Vicente Tofiño de San Fernando.
Con cuatro años solía acompañar a su madre, que cantaba desde jovencita y era conocida como 'Pastori de la Isla' en las actuaciones que daba por San Fernando. Su madre le enseñó el arte gitano flamenco y se convirtió así en la referencia fundamental para que la Niña se hiciera cantaora. A los ocho años se dio cuenta de que quería seguir los pasos de su madre y comenzó a cantar.
Empezó a hacerlo en Andalucía acompañada de su madre. Participó en el concurso de cante de la peña “El Chato” en San Fernando cantando por bulerías y ganando el primer premio, demostrando sus habilidades a pesar de su temprana edad.
Con apenas doce años, el cantante Camarón de la Isla la presentó en el Teatro Andalucía de Cádiz, quedó tan fascinado que en mitad de un concierto le pidió que actuara con él. Su posterior traslado a Madrid y su entrada en la discográfica Sony Music impulsó definitivamente su carrera. A los diecisiete años se le presentó la oportunidad de grabar su primer disco, aunque no estrictamente flamenco. Por la insistencia de su madre, María Rosa García iba a Madrid a cantar canciones a La Parrala. Allí fue descubierta por Paco Ortega, quien visitaba “La Parrala” acompañado
por Alejandro Sanz. La madre de Niña Pastori y posteriormente Joaqui, un amigo de la familia que luchó muchísimo por la artista llamaron con insistencia a Paco Ortega quien convenció a Alejandro Sanz para acudir con él a la Venta de Vargas a conocerla. Después de muchas gestiones María Rosa García (Niña Pastori) firmó un contrato con la
compañía Dulcimer Songs S.L., propiedad de Paco Ortega. Fruto de las gestiones de Paco Ortega, Niña Pastori firmó un contrato con Sony, compañía con la que sigue trabajando desde ese momento. 
En 1995, Niña Pastori sacó su primer sencillo, Tú me camelas, el cual se convirtió en su gran éxito. Paco Ortega y Alejandro Sanz firmaron la producción de sus dos primeros álbumes, aunque la producción artística y la selección de repertorio fueron llevadas a cabo por Paco Ortega. El primer álbum se tituló Entre dos puertos 1995 y el segundo Eres luz 1998, ambos títulos coinciden con canciones de Paco Ortega incluidas en los discos.
El primer sencillo fue el tema Cartita de amor, una canción seleccionada para el repertorio por [[Paco
Ortega]] escrita por Simón Cortés y Parrita que fue todo un éxito.
En el año 2000, lanzó su álbum Cañailla, el cual incluye uno de sus mayores éxitos Cai, el cual canta junto a Alejandro Sanz.
Ha sacado a la venta diez álbumes de estudio, y ha vendido más de dos millones de copias a lo largo de su carrera musical.
El género principal de su carrera es el flamenco. Sin embargo, lo conjuga con las nuevas tendencias musicales, manteniendo sus raíces, pero fundiéndolo con el género pop.
Ha conseguido muchos reconocimientos. Algunos de los más importantes son cuatro Grammy Latinos (tres como mejor álbum de música flamenca y uno como mejor álbum folclórico), además de algunos discos de Oro y Platino en España y otros países como Colombia y Argentina, ya que ha ido más allá de las fronteras españolas y ha realizado giras por Latinoamérica y Europa con mucho éxito. Es la única artista de flamenco nominada al Grammy como Mejor Álbum de Pop Latino y ha conseguido dos Premios Dial y otros cuantos Premios Amigo.
En 2018 se le ha concedido la Medalla de Andalucía, un premio prestigioso, en cuyo acto cantó además el himno de Andalucía, y también el Premio Honorífico a su Trayectoria Nacional e Internacional en los Premios Flamenco en la Piel en el Salón Internacional de la Moda Flamenca (SIMOF) 2018.
Una de sus actuaciones más populares fue en 2003, cantó ante el papa Juan Pablo II el Ave María de Schubert durante el encuentro con los jóvenes en Madrid para tres millones de personas.
A lo largo de toda la carrera artística ha hecho colaboraciones con otros artistas, como José el Francés, Vicente Amigo,
Rojas, Diego del Morao, entre otros. Y ha grabado discos en homenaje a Camarón.
Uno de sus éxitos, Cai, fue una canción compuesta por Alejandro Sanz para ella y que está dedicada a la ciudad de Cádiz.
En el año 2000, aparece en la película Fugitivas donde hace de sí misma. También participó en la B.S.O. de la película.
Participó como invitada especial en el evento en el que Alejandro Sanz celebró el 20º aniversario de su disco Más.
El 18 de febrero de 2012, fue la pregonera del Carnaval de Cádiz.
En 2014, formó parte del jurado del exitoso programa La Voz kids como asesora de Rosario.
En el año 2015, formó parte del jurado de Levántate, programa musical y familiar de Telecinco.
En el año 2016, se confirma como nueva concursante de la primera edición del talent show culinario de la televisión española, Celebrity MasterChef, siendo la primera expulsada de la edición.
El 1 de diciembre de 2017, apareció en Luar, programa de la Televisión de Galicia donde presentó su nuevo disco.
El pasado 7 de mayo de 2018, Niña Pastori habló para la revista 20 Minutos de su nuevo trabajo Bajo tus alas y de su carrera actualmente. Con testimonios como: "a mis 40 años tengo más poderío que nunca" o “no somos las débiles, las mujeres tenemos una capacidad innata para sobrevivir". Niña Pastori habla sobre el silencio asegurando que Es fundamental que haya silencio. Y en todo, necesitamos escucharnos un poco, pararnos y escuchar el silencio. Para mí es vital, fundamental, escuchar el silencio. En esta entrevista, ella asegura que le es indiferente hablar de su vida privada y de su familia, ya que no tiene nada que ocultar. Se siente muy querida por sus fans, los cuales aseguran que es una artista muy natural “Me encanta cuando me dicen que les encanto porque soy muy natural. Me encanta cuando me paren mujeres por la calle y me dicen: "te veo muy normal, eres como nosotras". Y es que tengo mi vida como todo el mundo, mis momentos buenos y mis momentos que sufro y que lo paso mal”. Además, asegura que ser feliz todo el tiempo no es bueno, si tiene momentos malos, no lo oculta a sus fanes, incluso ha subido alguna que otra vez al escenario con ganas de llorar. Con esta entrevista, Niña Pastori mostró su lado más personal y humano, asegurando que lo que más feliz le hace es cantar, sobre todo cantar lo que quiere y le gusta.
En noviembre de 2021 publicó Sigo Navegando, un recopilatorio de sus grandes éxitos en conmemoración de sus 25 años trabajando en la música.
En febrero de 2022 publicó Osú qué niña, primer adelanto de su undécimo álbum de estudio, que será lanzado a finales de 2022

## Vida personal
En 1998 empezó una relación con el músico y compositor Julio Jiménez Borja más conocido como Chaboli, hijo de Jeros, integrante de Los Chichos, con quien comparte su carrera artística. Contrajeron matrimonio el 21 de diciembre de 2002 en Iglesia Mayor de San Pedro y San Pablo de San Fernando.
Tienen dos hijas en común: Pastora (julio de 2008) y María (8 de julio de 2012). Actualmente vive en El Puerto de Santa María.

## Premios y nominaciones
- Grammy LATINO 2023 al Mejor álbum de flamenco por "Camino". Le fue otorgado en su tierra, Andalucía, en la primera gala de los Grammy Latinos celebrada en España, en la ciudad de Sevilla.

- Premio Plaza de España 2018, otorgado por la Delegación de Gobierno en Andalucía.[6]
- Medalla de Andalucía, otorgada en febrero de 2018.[7]

- Grammy LATINO al Mejor Álbum de Flamenco, "Ámame como soy", 2016
- Grammy LATINO al Mejor Álbum de Folclore, "Raíz", 2014
- Nominada al Mejor Álbum Pop Latino en los Grammys Americanos, 2014
- Grammy LATINO al Mejor Álbum de Flamenco, "La orilla de mi pelo", 2011
- Candidata Premios Carácter Dewar's White Label 2010 por "Amor de San Juan", 2010
- PREMIO DIAL, 2009
- Premio Andalucía Joven de promoción de Andalucía en el exterior, 2009
- Grammy LATINO al Mejor Álbum de Flamenco, "Esperando Verte", 2009
- Número 1 en superventas en 40 principales. 2006
- Número 1 de cadena 100. 2006
- Disco de oro en Colombia. 2006
- Disco de oro en Argentina. 2006
- Nominada al Mejor Álbum Vocal Pop Femenino. GRAMMY LATINO. 2006
- Nominada al Mejor Álbum de Flamenco en los GRAMMY LATINOS. 2005
- IX Edición de los premios de la música: nominada al Mejor Álbum Flamenco. 2005
- Mejor Álbum Flamenco, PREMIOS AMIGO, 2003
- PREMIO DIAL, 2002
- Premio de la Academia de las Artes y las Ciencias de la Música al mejor álbum flamenco. 2002
- PREMIO CÁDIZ promoción turística, 2000
- Nominada al mejor álbum de flamenco. PREMIOS AMIGO, 2000
- Premio galardón Isla Bonita en San Fernando el disco de Niña "Cañaílla", 2000
- Mejor álbum de flamenco, PREMIOS AMIGO, 1998
- Dos nominaciones a los PREMIOS AMIGO, 1997

## Detalles de la Discografía
- Entre dos puertos. Grabación: 1995. Lanzamiento: 14/02/1996.

Dirigido por Paco Ortega y Alejandro Sanz, fue su primer álbum de estudio con tan solo 17 años. El disco se convirtió en platino, ya que se vendieron 150.000 copias, y su sencillo “Tú me camelas” consiguió estar entre los primeros puestos de la música durante meses. En cuanto a su contenido, este álbum ofrece una mezcla del pop junto con rumbas, fandangos, bulerías y tanguillos.
- Eres luz. Grabación: 1998. Lanzamiento: 05/06/1998.

Se trata de su segundo álbum de estudio, el cual también fue producido por Paco Ortega y Alejandro Sanz. El disco incluye canciones con ambos productores, Alejandro Sanz y Paco Ortega, con Parrita, y con su hermano Paco. Este disco ofrece un toque más fresco del flamenco.
- Cañaílla, con un dúo con Alejandro Sanz en el tema "Cai". Grabación: 1999. Lanzamiento: 29/03/2000.

Es su disco de consagración y fue producido por Alejandro Sanz. En él ofrece colaboraciones con diversos artistas como José Miguel y Antonio Carmona, Vicente Amigo, Moraito, etc. Se trata de un disco de contenido variado, pudiendo llegar así a todos los públicos.
- María. Grabación: 2001-2002. Lanzamiento: 11/03/2002.

Este álbum fue maquetado y planificado por la misma Niña Pastori y su compañero Julio Jiménez Borja, alias Chaboli. Así, este último fue el que produjo todas las canciones del disco excepto dos, “Amor de San Juan” y “De boca en boca”, las cuales fueron producidas por su autor, el cordobés José Manuel Ruiz, conocido como Queco.
- No hay quinto malo. Grabación: 2004. Lanzamiento: 02/11/2004.

Quinto álbum de Niña Pastori. Ofrece tanto versión en CD como en DVD, y fue rodado por el director Juan Estelrich. Niña Pastori participó en la composición de todas las canciones de este álbum junto con su marido, Chaboli, y Jeros. Se trata de su disco más arriesgado, pero también del más puro e íntimo.
- Joyas prestadas. Grabación: 2005. Lanzamiento: 28/02/2006

En este disco, por primera vez la artista versiona sus canciones favoritas, las que son especiales para ella y le ayudaron en su vida. Versiona canciones de: Joan Manuel Serrat, Alejandro Sanz, Maná, Juan Luis Guerra, Antonio Machín, Manolo García, Luz Casal, Armando Manzanero o Marifé de Triana.
- Joyas propias, un recopilatorio editado en Latinoamérica con gran número de ventas. Lanzamiento: 07/05/2007
- Esperando verte, un disco con el que vuelve a sus raíces flamencas en variados palos, desde la soleá al fandango. Con este trabajo discográfico, gana un premio Grammy Latino 2009 al «mejor álbum de flamenco». Grabación: 2008. Lanzamiento: 27/01/2009.

Lo grabó junto con su marido, Chaboli, y estando embarazada de su primera hija, a la cual hace referencia en muchas de sus canciones. El tema que da título al disco, “Esperando a verte”, es una canción dedicada íntegramente a su hija. Así, este disco es considerado para ella como uno de los más especiales debido a su embarazo.
- Antología: Caprichos de mujer. Lanzamiento: 06/10/2009.
- La orilla de mi pelo. Con este trabajo gana un Grammy Latino 2011 al «mejor álbum de flamenco». Grabación: 2010-2011. Lanzamiento: 24/05/2011.

En este disco predomina el pop sobre el flamenco. Así, se produce un cambio en el acompañamiento de sus canciones, dejando a un lado la guitarra flamenca y sustituyéndola por la guitarra acústica y eléctrica.
Tal y como dijo Niña Pastori, “en este nuevo disco las canciones están hechas de pasión, romance, tentación, sangre, suspiro, pureza, magia, sabor y alegría”.
- Raíz. Grabación: 2013. Lanzamiento: 01/04/2014.

En este disco trabaja junto a la mexicana Lila Downs y la argentina Soledad Pastorutti. Está producido por Aneiro Taño y J. Jiménez alias “Chaboli”. Las tres mujeres trabajan juntas para mostrar lo mejor de sus tres naciones. A través de sus cantos nos transmiten los rasgos más particulares de sus folclores y sus tierras.
- Ámame como soy. Grabación: 2014-2015. Lanzamiento: 06/11/2015.

Este repertorio surgió de las colaboraciones, por primera vez, de Niña Pastori con Rubén Blades, Juan Luis Guerra, Pancho Céspedes y Sara Baras.
- Bajo tus alas. Lanzamiento: 27/04/2018 #1 España

Este álbum ha sido producido por Chaboli y mezclado en Los Ángeles por Rafa Sardina. En Bajo tus alas, Niña Pastori ofrece canciones acompañada de grandes artistas de la música como Manuel Carrasco, Guaco, Vanesa Martín y Pablo Alborán.
Sin duda, un paso más en su estilo tan personal, destacándose la profundidad de su voz y, sobre todo, el flamenco que lleva por la sangre.
Además, la artista ha programado una nueva gira con este álbum que comienza el 4 de mayo en Málaga y la cual recorrerá toda España.
El punto de partida de su gira de presentación de Bajo tus Alas será la localidad pacense de Campanario.
La primera ocasión para descubrir en primicia el concierto de los nuevos temas de Niña Pastori fue el lunes 30 de abril. Esta cita tendrá lugar en la Caseta Municipal de Campanario, a partir de las once de la noche, con todas las canciones de Bajo tus Alas, el cual se editó solo tres días antes de esta actuación, el viernes 27 de abril.

## Discografía
Álbumes de estudio:
- 1996: Entre dos puertos
- 1998: Eres luz
- 2000: Cañailla
- 2002: María
- 2004: No hay quinto malo
- 2006: Joyas prestadas
- 2009: Esperando verte
- 2011: La orilla de mi pelo
- 2015: Ámame como soy
- 2018: Bajo tus alas
- 2023: Camino

Álbumes reeditados:
- 2006: María (reedición).

Álbumes en DVD:
- 2004: No hay quinto malo (edición especial CD+DVD).

Álbumes recopilatorios:
- 2007: Joyas propias (álbum editado en Latinoamérica).
- 2009: Antología: Caprichos de mujer (2 CD+DVD).
- 2016: Esencial Niña Pastori
- 2021: Sigo Navegando (25 Años)

Álbumes conjuntos
- 2014: Raíz (Junto a Lila Downs y Soledad Pastorutti)

Álbumes en directo
- 2018: Realmente volando

## Giras
- 1996: Entre dos puertos.
- 1998/1999: Eres luz.
- 2000: Cañaílla.
- 2002/2003: María.
- 2005: No hay quinto malo.
- 2006/2007: Joyas prestadas (España y Latinoamérica).
- 2009: Esperando verte.
- 2010: En Navidad: Camino de Belén.
- 2011/2012: La orilla de mi pelo.
- 2012/2013: Ya no quiero ser
- 2014/2015: Lo que quiere el alma
- 2015/2016/2017: Ámame como soy
- 2018/2019: Bajo tus alas
- 2021/2022: 25 Años
- 2023: Camino